# Liste der Gebietsänderungen im Ruhrgebiet von 1901 bis 1925
Die Liste der Gebietsänderungen im Ruhrgebiet von 1901 bis 1925 enthält wichtige Änderungen der Gemeindegebiete im Ruhrgebiet in der Zeit vom 1. Januar 1901 bis zum 31. Dezember 1925. Dazu zählen unter anderem Zusammenschlüsse und Trennungen von Gemeinden, Eingliederungen von Gemeinden in eine andere, Änderungen des Gemeindenamens und größere Umgliederungen von Teilen einer Gemeinde in eine andere.

## Legende
- Datum: juristisches Wirkungsdatum der Gebietsänderung
- Gemeinde vor der Änderung: Gemeinde vor der Gebietsänderung
- Maßnahme: Art der Änderung
- Gemeinde nach der Änderung: Gemeinde nach der Gebietsänderung
- Landkreis: Landkreis der Gemeinde nach der Gebietsänderung
- OT: Ortsteil

Die Sortierung erfolgt chronologisch: Datum, kreisfreie Städte, Landkreise, aufnehmende oder neu gebildete Gemeinde. Heute noch bestehende Gemeinden sind farbig unterlegt.

## Liste
| Datum       | Gemeinde vor der Änderung | Maßnahme | Gemeinde nach der Änderung | Kreis/Landkreis |
| ----------- | --- | --- | --- | --- |
| 01.04.1901  | Ausgliederung der Stadt Hamm aus dem Kreis Hamm Ausgliederung der Stadt Oberhausen aus dem Kreis Mülheim a./Ruhr Ausgliederung der Stadt Recklinghausen aus dem Kreis Recklinghausen 13 Landkreise, 7 Stadtkreise → 13 Landkreise, 10 Stadtkreise | Ausgliederung der Stadt Hamm aus dem Kreis Hamm Ausgliederung der Stadt Oberhausen aus dem Kreis Mülheim a./Ruhr Ausgliederung der Stadt Recklinghausen aus dem Kreis Recklinghausen 13 Landkreise, 7 Stadtkreise → 13 Landkreise, 10 Stadtkreise | Ausgliederung der Stadt Hamm aus dem Kreis Hamm Ausgliederung der Stadt Oberhausen aus dem Kreis Mülheim a./Ruhr Ausgliederung der Stadt Recklinghausen aus dem Kreis Recklinghausen 13 Landkreise, 7 Stadtkreise → 13 Landkreise, 10 Stadtkreise | Ausgliederung der Stadt Hamm aus dem Kreis Hamm Ausgliederung der Stadt Oberhausen aus dem Kreis Mülheim a./Ruhr Ausgliederung der Stadt Recklinghausen aus dem Kreis Recklinghausen 13 Landkreise, 7 Stadtkreise → 13 Landkreise, 10 Stadtkreise |
| 01.04.1901  | Delstern Eckesey Eppenhausen | Eingliederung | Hagen | – |
| 01.04.1901  | Waldbauer Gebietsteile | Umgliederung | Hagen | – |
| 01.08.1901  | Altendorf | Eingliederung | Essen | – |
| 16.09.1901  | Altenessen (3 ha) | Umgliederung | Horst | Recklinghausen |
| 01.04.1902  | Wanheim-Angerhausen | Eingliederung | Duisburg | – |
| 01.04.1902  | Meiderich (7 ha) | Umgliederung | Duisburg | – |
| 01.04.1902  | Behringhausen Obercastrop | Eingliederung | Castrop | Dortmund |
| 01.04.1902  | Dorf Fröndenberg Stift Fröndenberg Westick bei Fröndenberg | Zusammenschluss | Fröndenberg | Hamm |
| 01.04.1902  | Elsey | Eingliederung | Hohenlimburg | Iserlohn |
| 01.04.1902  | Duisburg (80 ha) | Umgliederung | Meiderich | Ruhrort |
| 00.00.1903  | Zweihonnschaften | Namensänderung | Bredeney | Essen |
| 01.04.1903  | Bismarck Bulmke Hessler Hüllen Schalke Ueckendorf | Eingliederung | Gelsenkirchen | – |
| 01.01.1904  | Ausgliederung der Stadt Mülheim a./Ruhr aus dem Kreis Mülheim a./Ruhr 13 Landkreise, 10 Stadtkreise → 13 Landkreise, 11 Stadtkreise | Ausgliederung der Stadt Mülheim a./Ruhr aus dem Kreis Mülheim a./Ruhr 13 Landkreise, 10 Stadtkreise → 13 Landkreise, 11 Stadtkreise | Ausgliederung der Stadt Mülheim a./Ruhr aus dem Kreis Mülheim a./Ruhr 13 Landkreise, 10 Stadtkreise → 13 Landkreise, 11 Stadtkreise | Ausgliederung der Stadt Mülheim a./Ruhr aus dem Kreis Mülheim a./Ruhr 13 Landkreise, 10 Stadtkreise → 13 Landkreise, 11 Stadtkreise |
| 01.01.1904  | Broich Holthausen Saarn Speldorf Styrum | Eingliederung | Mülheim a. d. Ruhr | – |
| 01.04.1904  | Grumme Hamme Hofstede Wiemelhausen | Eingliederung | Bochum | – |
| 01.04.1905  | Körne | Eingliederung | Dortmund | – |
| 01.07.1905  | Rüttenscheid | Eingliederung | Essen | – |
| 01.10.1905  | Meiderich Ruhrort | Eingliederung | Duisburg | – |
| 28.10.1906  | Crange | Eingliederung | Wanne | Gelsenkirchen |
| 01.01.1907  | Essenberg Homberg Hochheide | Zusammenschluss | Homberg | Mörs |
| 01.04.1907  | Hiltrop | Eingliederung | Gerthe | Bochum |
| 01.04.1907  | Dellwig-Holte | Eingliederung | Lütgendortmund | Dortmund |
| 26.08.1907  | Annen-Wullen | Namensänderung | Annen | Hörde |
| 01.04.1908  | Huttrop | Eingliederung | Essen | – |
| 01.04.1908  | Baukau Horsthausen | Eingliederung | Herne | – |
| 01.04.1908  | Pöppinghausen | Eingliederung | Bladenhorst | Bochum |
| 01.04.1909  | Namensänderung des Kreises Ruhrort in Kreis Dinslaken | Namensänderung des Kreises Ruhrort in Kreis Dinslaken | Namensänderung des Kreises Ruhrort in Kreis Dinslaken | Namensänderung des Kreises Ruhrort in Kreis Dinslaken |
| 01.04.1909  | Westrich | Eingliederung | Bövinghausen bei Lütgendortmund | Dortmund |
| 20.04.1909  | Buschhausen | Eingliederung | Oberhausen | – |
| 20.04.1909  | Sterkrade Gebietsteile | Umgliederung | Oberhausen | – |
| 20.04.1909  | Oberhausen Gebietsteile | Umgliederung | Sterkrade | Dinslaken |
| 07.05.1909  | Carnap Gebietsteile westlich der alten Emscher | Umgliederung | Gladbeck | Recklinghausen |
| 07.05.1909  | Carnap Gebietsteile östlich der alten Emscher | Umgliederung | Horst | Recklinghausen |
| 00.00.1910  | Carnap | Namensänderung | Karnap | Essen |
| 01.01.1910  | Baerl Repelen | Zusammenschluss | Repelen-Baerl | Mörs |
| 01.04.1910  | Auflösung des Landkreises Mülheim a./Ruhr 13 Landkreise, 11 Stadtkreise → 12 Landkreise, 11 Stadtkreise | Auflösung des Landkreises Mülheim a./Ruhr 13 Landkreise, 11 Stadtkreise → 12 Landkreise, 11 Stadtkreise | Auflösung des Landkreises Mülheim a./Ruhr 13 Landkreise, 11 Stadtkreise → 12 Landkreise, 11 Stadtkreise | Auflösung des Landkreises Mülheim a./Ruhr 13 Landkreise, 11 Stadtkreise → 12 Landkreise, 11 Stadtkreise |
| 01.04.1910  | Rellinghausen | Eingliederung | Essen | – |
| 01.04.1910  | Heißen OT Fulerum | Umgliederung | Essen | – |
| 01.04.1910  | Heißen | Eingliederung | Mülheim a./Ruhr | – |
| 01.04.1910  | Dümpten Gebietsteile | Umgliederung | Mülheim a./Ruhr | – |
| 01.04.1910  | Alstaden | Eingliederung | Oberhausen | – |
| 01.04.1910  | Dümpten nördliche Gebietsteile Mülheim a. d. Ruhr OT Nordstyrum | Umgliederung | Oberhausen | – |
| 01.04.1910  | Holsterhausen | Eingliederung | Eickel | Bochum |
| 01.04.1910  | Heeren Werve | Zusammenschluss | Heeren-Werve | Hamm |
| 01.04.1911  | Ausgliederung der Stadt Hörde aus dem Kreis Hörde 12 Landkreise, 11 Stadtkreise → 12 Landkreise, 12 Stadtkreise | Ausgliederung der Stadt Hörde aus dem Kreis Hörde 12 Landkreise, 11 Stadtkreise → 12 Landkreise, 12 Stadtkreise | Ausgliederung der Stadt Hörde aus dem Kreis Hörde 12 Landkreise, 11 Stadtkreise → 12 Landkreise, 12 Stadtkreise | Ausgliederung der Stadt Hörde aus dem Kreis Hörde 12 Landkreise, 11 Stadtkreise → 12 Landkreise, 12 Stadtkreise |
| 01.04.1911  | Niedermassen Obermassen | Zusammenschluss | Massen | Hamm |
| 01.05.1911  | Ausgliederung der Stadt Hamborn aus dem Kreis Dinslaken 12 Landkreise, 12 Stadtkreise → 12 Landkreise, 13 Stadtkreise | Ausgliederung der Stadt Hamborn aus dem Kreis Dinslaken 12 Landkreise, 12 Stadtkreise → 12 Landkreise, 13 Stadtkreise | Ausgliederung der Stadt Hamborn aus dem Kreis Dinslaken 12 Landkreise, 12 Stadtkreise → 12 Landkreise, 13 Stadtkreise | Ausgliederung der Stadt Hamborn aus dem Kreis Dinslaken 12 Landkreise, 12 Stadtkreise → 12 Landkreise, 13 Stadtkreise |
| 01.02.1912  | Ausgliederung der Stadt Buer aus dem Landkreis Recklinghausen 12 Landkreise, 13 Stadtkreise → 12 Landkreise, 14 Stadtkreise | Ausgliederung der Stadt Buer aus dem Landkreis Recklinghausen 12 Landkreise, 13 Stadtkreise → 12 Landkreise, 14 Stadtkreise | Ausgliederung der Stadt Buer aus dem Landkreis Recklinghausen 12 Landkreise, 13 Stadtkreise → 12 Landkreise, 14 Stadtkreise | Ausgliederung der Stadt Buer aus dem Landkreis Recklinghausen 12 Landkreise, 13 Stadtkreise → 12 Landkreise, 14 Stadtkreise |
| 00.00.1912  | Kirchspiel Haltern Gebietsteile | Umgliederung | Hausdülmen | Coesfeld |
| 00.00.1912  | Kirchspiel Haltern Gebietsteile | Umgliederung | Hullern | Coesfeld |
| 03.02.1912  | Holthausen bei Castrop Gebietsteile | Umgliederung | Gerthe | Bochum |
| 01.04.1913  | Görsicker Löhnen Mehrum | Zusammenschluss | Löhnen | Dinslaken |
| 08.01.1914  | Wickede Gebietsteile | Umgliederung | Husen | Dortmund |
| 10.06.1914  | Deusen Dorstfeld Eving Huckarde Kemminghausen Lindenhorst Rahm Wischlingen | Eingliederung | Dortmund | – |
| 01.07.1914  | Lippholthausen | Eingliederung | Lünen | Dortmund |
| 0..ca. 1915 | Namensänderung der Stadt Mülheim a./Ruhr in Mülheim a. d. Ruhr | Namensänderung der Stadt Mülheim a./Ruhr in Mülheim a. d. Ruhr | Namensänderung der Stadt Mülheim a./Ruhr in Mülheim a. d. Ruhr | Namensänderung der Stadt Mülheim a./Ruhr in Mülheim a. d. Ruhr |
| 01.04.1915  | Altenessen Borbeck Bredeney Haarzopf | Eingliederung | Essen | – |
| 01.04.1915  | Karnap Gebietsteile | Umgliederung | Essen | – |
| 01.04.1915  | Borbeck Gebietsteile | Umgliederung | Oberhausen | – |
| 01.04.1915  | Bredeney OT Unterbredeney | Umgliederung | Werden | Essen |
| 02.09.1915  | Courl | Namensänderung | Kurl | Dortmund |
| 01.07.1917  | Ausgliederung der Stadt Sterkrade aus dem Kreis Dinslaken 12 Landkreise, 14 Stadtkreise → 12 Landkreise, 15 Stadtkreise | Ausgliederung der Stadt Sterkrade aus dem Kreis Dinslaken 12 Landkreise, 14 Stadtkreise → 12 Landkreise, 15 Stadtkreise | Ausgliederung der Stadt Sterkrade aus dem Kreis Dinslaken 12 Landkreise, 14 Stadtkreise → 12 Landkreise, 15 Stadtkreise | Ausgliederung der Stadt Sterkrade aus dem Kreis Dinslaken 12 Landkreise, 14 Stadtkreise → 12 Landkreise, 15 Stadtkreise |
| 01.07.1917  | Holten Gebietsteile Sterkrade Gebietsteile | Umgliederung | Hamborn | – |
| 01.07.1917  | Hiesfeld Gebietsteile Holten Gebietsteile | Umgliederung | Sterkrade | – |
| 01.07.1917  | Hiesfeld nördliche Gebietsteile | Umgliederung | Dinslaken | Dinslaken |
| 27.10.1917  | Groppenbruch Östrich Schwieringhausen | Eingliederung | Mengede | Dortmund |
| 01.04.1918  | Brackel Wambel | Eingliederung | Dortmund | – |
| 12.10.1918  | Karnap Gebietsteile | Umgliederung | Essen | – |
| 01.04.1919  | Eiberg Freisenbruch Horst | Eingliederung | Königssteele | Hattingen |
| 00.00.1920  | Namensänderung des Kreises Mörs in Kreis Moers | Namensänderung des Kreises Mörs in Kreis Moers | Namensänderung des Kreises Mörs in Kreis Moers | Namensänderung des Kreises Mörs in Kreis Moers |
| 0..ca. 1920 | Rüdinghausen | Umgliederung | Annen | Hörde |
| 0..ca. 1920 | Eichlinghofen Menglinghausen Persebeck Salingen | Eingliederung | Barop | Hörde |
| 00.00.1920  | Kray Leithe | Zusammenschluss | Kray | Essen |
| 01.07.1920  | Bliersheim | Eingliederung | Friemersheim | Moers |
| 01.07.1920  | Menden Raadt | Eingliederung | Mülheim a. d. Ruhr | – |
| 01.01.1921  | Ausgliederung der Städte Bottrop und Gladbeck aus dem Landkreis Recklinghausen 12 Landkreise, 15 Stadtkreise → 12 Landkreise, 17 Stadtkreise | Ausgliederung der Städte Bottrop und Gladbeck aus dem Landkreis Recklinghausen 12 Landkreise, 15 Stadtkreise → 12 Landkreise, 17 Stadtkreise | Ausgliederung der Städte Bottrop und Gladbeck aus dem Landkreis Recklinghausen 12 Landkreise, 15 Stadtkreise → 12 Landkreise, 17 Stadtkreise | Ausgliederung der Städte Bottrop und Gladbeck aus dem Landkreis Recklinghausen 12 Landkreise, 15 Stadtkreise → 12 Landkreise, 17 Stadtkreise |
| 00.00.1921  | Dahlhausen Linden | Zusammenschluss | Linden-Dahlhausen | Hattingen |
| 01.04.1921  | Bergheim Oestrum | Eingliederung | Hochemmerich | Moers |
| 01.07.1921  | Heven | Eingliederung | Witten | – |
| 01.01.1922  | Ausgliederung der Stadt Osterfeld aus dem Landkreis Recklinghausen 12 Landkreise, 17 Stadtkreise → 12 Landkreise, 18 Stadtkreise | Ausgliederung der Stadt Osterfeld aus dem Landkreis Recklinghausen 12 Landkreise, 17 Stadtkreise → 12 Landkreise, 18 Stadtkreise | Ausgliederung der Stadt Osterfeld aus dem Landkreis Recklinghausen 12 Landkreise, 17 Stadtkreise → 12 Landkreise, 18 Stadtkreise | Ausgliederung der Stadt Osterfeld aus dem Landkreis Recklinghausen 12 Landkreise, 17 Stadtkreise → 12 Landkreise, 18 Stadtkreise |
| 00.00.1922  | Möllen Spellen Voerde | Zusammenschluss | Voerde | Dinslaken |
| 01.04.1922  | Byfang Kupferdreh | Zusammenschluss | Kupferdreh | Essen |
| 01.05.1922  | Hacheney Lücklemberg Niederhofen Wichlinghofen | Eingliederung | Wellinghofen | Hörde |
| 05.08.1922  | Langerfeld Nächstebreck | Eingliederung | Barmen | – |
| 01.11.1922  | Werne-Land | Eingliederung | Werne | Lüdinghausen |
| 22.11.1922  | Altenderne-Niederbecker Hostedde | Eingliederung | Altenderne-Oberbecker | Dortmund |
| 01.01.1923  | Heessen Gebietsteile | Umgliederung | Hamm | – |
| 01.01.1923  | Hamm Gebietsteile | Umgliederung | Heessen | Beckum |
| 01.10.1923  | Beckinghausen Gahmen Horstmar | Eingliederung | Lünen | Dortmund |
| 06.04.1923  | Friemersheim Hochemmerich | Zusammenschluss | Rheinhausen | Moers |
| 27.10.1923  | Altenderne-Oberbecker | Namensänderung | Derne | Dortmund |
| 01.01.1924  | Rotthausen | Eingliederung | Gelsenkirchen | – |
| 01.01.1924  | Rotthausen Gebietsteile | Umgliederung | Stoppenberg | Essen |
| 01.04.1925  | Wengern Gebietsteile | Umgliederung | Volmarstein | Hagen |